# Sexto Vitulasio Nepote
Sexto Vitulasio Nepote (en latín, Sextus Vitulasius Nepos) fue un senador romano natural de Aveia Vestina en la Regio IV Sammnium de Italia, que desarrolló su carrera política en la segunda mitad del siglo I.

## Carrera
En 78, por voluntad de Vespasiano, fue designado consul suffectus. y recibió una dedicatoria de una de sus esclavas de una de sus posesiones en el Samnio y poseía un alfar en Roma. También construyó una fuente a sus expensas en Peltuinum (Castelnuovo, Italia), también en el Samnio, tomando el agua del acueducto Aqua Augusta,